# NHo Cruzeiro do Sul (H-38)

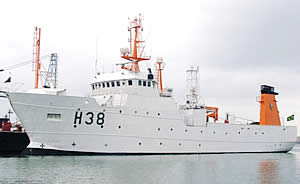
NHo Cruzeiro do Sul (H-38) - 2007.

O NHo Cruzeiro do Sul (H-38) é um navio-hidroceanográfico da Marinha do Brasil.

## História
Construído pelo estaleiro Longvamek Verksted A/S na Noruega, foi lançado ao mar em 1 de março de 1986. Em julho do mesmo ano, entrou em operações como navio de pesca de alto-mar, com o nome de "A/S Havskjell Viking".
Em 1991 foi convertido em navio de pesquisas sismicas, quando o seu comprimento foi aumentado de 59,7 para 65,7 metros. Foi então rebatizado como "North Sea Surveyor", e posteriormente como "Seaway Surveyor" (1996) e "DSND Surveyor" (2000).
Foi adquirido à Berkon Shipping N.V., nos Países Baixos, em 2007, com recursos oriundos de convênio assinado em 2006 entre a Marinha do Brasil e a Financiadora de Estudos e Pesquisas (FINEP), empresa pública vinculada ao Ministério da Ciência, Tecnologia e Inovação, visando disponibilizá-lo à comunidade científica brasileira no âmbito do Projeto Laboratório Nacional Embarcado (LNE).
Foi incorporado à Marinha do Brasil em 8 de novembro de 2007, no Estaleiro Jurong SML PTE em Singapura, e, em 28 de fevereiro de 2008, teve lugar a cerimônia de Mostra de Armamento e incorporação à Armada, na sede da Diretoria de Hidrografia e Navegação (DHN), na Ponta da Armação, em Niterói.
A embarcação é operada e mantida pela DHN, por intermédio do Grupamento de Navios Hidroceanográficos (GNHo), com a supervisão técnico-científica do Centro de Hidrografia da Marinha (CHM).
Encontra-se atualmente em período de modernização, a fim de receber novos equipamentos e sensores, bem como para adequá-lo ao serviço na Marinha do Brasil.

## Origem do nome
Cruzeiro do Sul é o nome de uma constelação do hemisfério celestial sul. Localiza-se próximo do Pólo Sul Celeste, e é um ponto de referência fundamental para a navegação marítima.
É o primeiro navio da Armada brasileira a receber este nome.

## Missão
Direcionado a atividades de pesquisa e desenvolvimento no ambiente marinho, está integrado no Plano Setorial para Recursos do Mar (PSRM), da Comissão Interministerial para Recursos do Mar (CIRM).

## Características
- Deslocamento: 2.100 toneladas (plena carga)
- Dimensões:
  - Comprimento: 65,7 metros
  - Boca: 11,0 metros
  - Calado: 6,0 metros
  - Velocidade máxima: 9 nós

- Propulsão:
  - 1 MCP Bergen diesel HPC Ulstein
  - 2 propulsores (thrusters) de proa
  - 1 propulsor (thruster) azimutal
  - 2 propulsores (thrusters) de popa

- Armamento: Navio de pesquisa desarmado

## Equipamentos
- Navegação:

1 radar de navegação Raytheon R84
1 radar de navegação JRC
DGPS Raytheon
GPS Furuno GP500 Weather
NavFax Canon
Autopilot Robertson AP-9 Mk2
Infonav Telechart V
Log Ben Log AL 48
Ecobatimetro tipo Furuno FE 680
- Comunicações:

Sistema SATCOM Marconi Oceanray com duas linhas para fax/telex móvel BT
VHF portátil Jorton VHF
VHF Sailor RT2048
Rádio Transceiver Furuno FS-5000
Rádio Watch Receiver Skanti WR-6000
Transmissor de MF SSB Radiotelefone FST-500
Intercom Ericsson ASA101
- Facilidades

Convés com 300 m2 de área utilizável
1 lancha Jørgensen & Vik para seis pessoas
1 guindaste tipo pórtico na popa Hydralift Knuckle KMCV 1400, capacidade de 6 tons